# Fitbit
Fitbit ist eine Marke für Fitness-Tracker des US-amerikanischen Technologieunternehmens Google, die auf die ehemalige Firma Fitbit, Inc. zurückgeht. Die Firma mit Sitz in San Francisco, Kalifornien, wurde 2007 gegründet und produzierte die gleichnamigen elektronischen Geräte, mit denen die Kunden ihre Trainingseinheiten verfolgen und aufzeichnen konnten. Die einfacheren Modelle sind reine Schrittzähler, teurere Modelle können auch weitere Körperparameter wie die Herzfrequenz oder die Schlafqualität messen.
Das Unternehmen entwickelte sich innerhalb von 10 Jahren zu einem führenden Anbieter für tragbare Fitness-Tracker. Im Jahr 2019 war Fitbit das fünftgrößte Unternehmen für tragbare Technologiegeräte, gemessen an der Anzahl der Auslieferungen. Das Unternehmen hatte zu diesem Zeitpunkt mehr als 120 Millionen Geräte verkauft und rund 29 Millionen Nutzer in über 100 Ländern.
Anfang November 2019 gab Google bekannt, Fitbit für 2,1 Milliarden US-Dollar zu übernehmen. Die Übernahme wurde am 14. Januar 2021 abgeschlossen, das Unternehmen wurde in die Hardwareabteilung von Google integriert. Google führt die Marke und Produktion unter dem Namen Google Fitbit weiter.

## Geschichte

### Gründung und Entwicklung
Fitbit LLC wurde am 26. März 2007 als Healthy Metrics Research, Inc. in San Francisco, Kalifornien, von James Park (CEO) und Eric Friedman (CTO) gegründet. Im Oktober 2007 änderte es seinen Namen in Fitbit, Inc.
Im Januar 2015 gewann das Unternehmen eine Markenrechtsauseinandersetzung gegen Fitbug. Am 5. März 2015 erwarb Fitbit den Fitness-Coaching-App-Entwickler Fitstar für 17,8 Millionen US-Dollar. Im Juni 2015 wurde das Unternehmen durch einen Börsengang in eine Aktiengesellschaft umgewandelt und brachte 732 Millionen US-Dollar ein. Im Mai 2016 erwarb Fitbit eine tragbare Zahlungsplattform vom Smart-Kreditkartenunternehmen Coin. Im Oktober 2016 gab CEO James Park bekannt, dass das Unternehmen einen großen Wandel von einem, wie er es nannte, „Unterhaltungselektronikunternehmen“ zu einem „digitalen Gesundheitsunternehmen“ durchläuft. Am 6. Dezember 2016 erwarb Fitbit Vermögenswerte von Pebble für 23 Millionen US-Dollar. Am 10. Januar 2017 erwarb Fitbit das in Rumänien ansässige Smartwatch-Startup Vector Watch SRL.
Am 13. Februar 2018 erwarb Fitbit Twine Health. Im Februar 2018 gab Fitbit eine Partnerschaft mit Adidas bekannt, um ein Fitbit Ionic der Marke Adidas herauszubringen; es wurde am 19. März 2018 veröffentlicht. Im August 2018 gab die Blue Cross Blue Shield Association eine Partnerschaft mit Fitbit bekannt, bei der BCBS die Wearables und Fitness-Tracker von Fitbit in sein Blue365-Programm aufnehmen wird.

### Übernahme durch Google
Im Januar 2021 wurde Fitbit von Google übernommen und in dessen Hardware-Abteilung integriert. Die Übernahme wurde von Aufsichtsbehörden geprüft, die über den Zugriff von Google auf personenbezogene Daten sowohl in den USA als auch in Europa besorgt waren. James Park blieb auch nach der Übernahme durch Google Vizepräsident und General Manager von Fitbit.
Im August 2022 benannte Google seine Fitbit-Geräte auf der Fitbit-Website und im Google Store in „Fitbit by Google“ um. Am 18. März 2024 änderte Google sein Fitbit-Branding in Google Fitbit, entfernte das Pfeilsymbol und verwendete Google Sans als Wortmarke.
Im Januar 2024 wurde berichtet, dass die Mitbegründer James Park und Eric Friedman das Unternehmen nach einer Umstrukturierung der Hardware-Teams von Google verlassen würden.

## Produkte

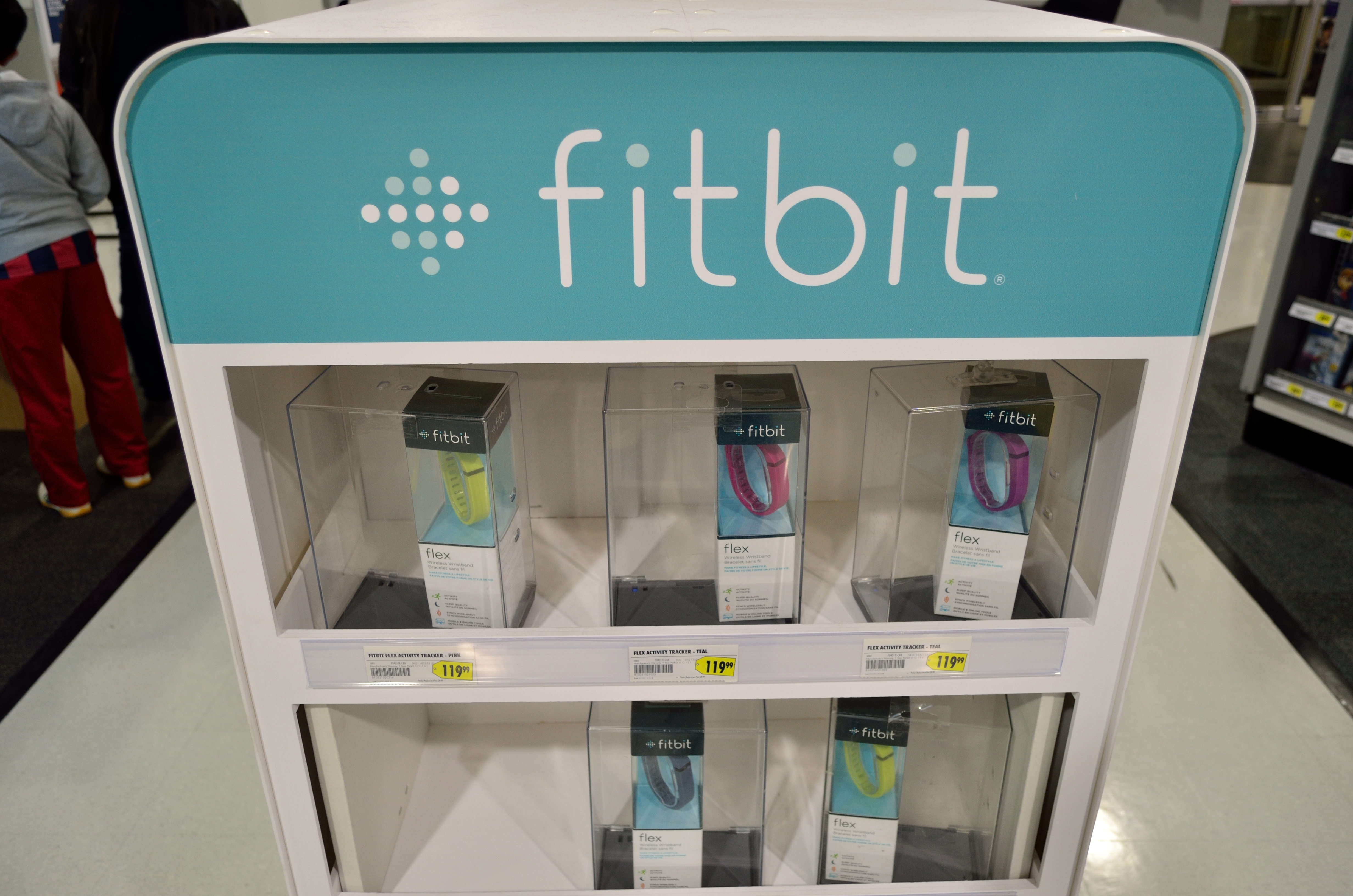
In einem Elektronikgeschäft: Gestell mit verschiedenen Fitbit-Modellen

Fitbit bietet Fitness-Tracker an. Diese werden am Handgelenk getragen. Lediglich das Modell Zip wird am Körper befestigt. Neben weiterem Zubehör wird auch eine intelligente WLAN-Waage angeboten.
Die einstmals angebotenen Smartwatches wurden eingestellt.
Die auf den Geräten erfassten Daten lassen sich mit der Fitbit-App (Android, iOS) auswerten und analysieren und können zusätzlich mit der Cloud des Anbieters synchronisiert werden.
Auf Basis seiner Produktpalette bietet Fitbit zahlreiche Services und Dienstleistungen (Fitbit Premium, Fitbit Community) an.

### Genauigkeit
Bei einer 2017 durchgeführten Untersuchung wurde die Messgenauigkeit einiger Geräte bemängelt. Der Messfehler der Modelle Fitbit Zip und Fitbit One konnten über 10 % betragen, wobei eine Referenzmessung auf dem Laufband auch deutlich bessere Werte zeigte. In der Studie von 2015 waren allerdings die Fehler von am Handgelenk getragenen Geräten deutlich höher als jene, die an der Hüfte getragen werden.

### Gesundheitliche Aspekte
Mehrere Studien versuchten zu ermitteln, ob die Verwendung elektronischer Hilfen dazu beiträgt, die Erfolgswahrscheinlichkeit bei Patienten zu erhöhen, die ihre Ernährung und ihre Lebensweise umstellen wollten, um Übergewicht oder Adipositas abzubauen und gesünder zu leben. Studien zur Frage, ob Fitness-Tracker gesundes Leben und Gewichtsverlust begünstigen, kamen 2015 und 2016 zu unterschiedlichen Ergebnissen. Untersuchungen mit jungen Personen kamen 2016 ebenfalls zu gemischten Ergebnissen.

### Rückrufe
2014 rief Fitbit das Armband Fitbit Force zurück, nachdem es Hautirritationen erzeugt hatte. 2022 wurde das Modell Fitbit Iconic wegen Brandgefahr zurückgerufen.

## Rezeption

### Datenschutz
Um die Geräte von Fitbit zu nutzen, ist ein Account auf der Fitbit-Webseite erforderlich, was auch eine Zustimmung zu den entsprechenden Datenschutz- und Datensammlungsrichtlinien impliziert. Zeitweise wurden Fitbits Datenschutzeinstellungen kritisiert, weil Teile der gesammelten Aktivitätsdaten standardmäßig öffentlich waren. Mittlerweile sind diese Daten standardmäßig persönlich.

### Darstellung von Militärbasen
Im Jahr 2013 verteilte das Pentagon 2500 Stück Fitbit-Tracker an US-Soldaten, um zu helfen, deren Übergewicht zu bekämpfen. Im Netzwerk Strava sind nun auf einer Heatmap Laufstrecken in und um US-Basen in Syrien, Afghanistan und im Irak zu erkennen. Wenn Soldaten auch auf dienstlichen Wegen GPS-Tracker oder Tracking-Apps am Smartphone eingeschaltet lassen, werden dadurch auch vom Militär genutzte Versorgungswege kartographisch dargestellt. Darstellungen von Bewegungen können auch von Hilfsorganisationen stammen. Auch russische Basen können über russische Soldaten als Träger der Tracker ausgemacht werden. Um die dadurch steigende Angreifbarkeit zu reduzieren, wird ab Januar 2018 darauf hingewiesen, das Tracking besser durch die Einstellung als „privat“ vor dem Netzwerk Strava zu verbergen.

## Auszeichnungen
Fitbit hat mehrere Technologieauszeichnungen für ihre Produkte erhalten, darunter etwa den zweiten Platz am TechCrunch50 2008.